# 뚜옌호아
뚜옌호아(베트남어: Tuyên Hóa / 宣和 선화, 1516년 11월 ~ 1521년 9월)는 베트남 후 레 왕조 때 봉기를 일으킨 쩐까오의 아들 쩐꿍(베트남어: Trần Cung / 陳㫒 진공)이 사용한 연호이다.

## 개원
- 티엔응(天應) 원년(1516년) 11월에 연호를 뚜옌호아(宣和)로 개원함.[1]

- 뚜옌호아(宣和) 6년(1521년) 9월에 전투 패배 이후, 의군이 해산됨.[1]

## 연대 대조표
| 뚜옌호아 | 서기 (西紀) | 간지 (干支) | 후 레 왕조 연호     | 명나라 연호     |
| 원년     | 1516년      | 병자 (丙子) | 꽝티에우(光紹) 원년 | 정덕(正德) 11년 |
| 2년      | 1517년      | 정축 (丁丑) | 꽝티에우 2년        | 정덕 12년       |
| 3년      | 1518년      | 무인 (戊寅) | 꽝티에우 3년        | 정덕 13년       |
| 4년      | 1519년      | 기묘 (己卯) | 꽝티에우 4년        | 정덕 14년       |
| 5년      | 1520년      | 경진 (庚辰) | 꽝티에우 5년        | 정덕 15년       |
| 6년      | 1521년      | 신사 (辛巳) | 꽝티에우 6년        | 정덕 16년       |